# International Socialist Organization
De International Socialist Organization (ISO) was een socialistische organisatie in de Verenigde Staten. De organisatie plaatste zichzelf in de traditie van het marxistisch revolutionair socialisme. De organisatie was leninistisch wat imperialisme en de rol van een voorhoedepartij betrof, maar trotskistisch in zijn kritiek op bestaande socialistische landen, die de ISO als klassenmaatschappijen aanzag.
De ISO was actief in zo'n 40 Amerikaanse steden en bracht een maandblad uit, Socialist Worker. De organisatie steunde de Republikeinen noch de Democraten in verkiezingen. In het verleden was de ISO wel betrokken bij de presidentscampagnes van Ralph Nader voor de Groene Partij. In 2013 sprak de ISO haar steun uit voor Kshama Sawant van Socialist Alternative tijdens haar (geslaagde) verkiezingscampagne voor gemeenteraadslid van Seattle.
In 2019 hief de ISO zichzelf op na strubbelingen over de manier waarop de organisatie was omgegaan met seksuele geweldpleging van een lid op een ander lid.